# Каллентофт, Монс
Монс Каллентофт (швед. Mons Erik Ingemar Kallentoft) — шведский журналист и писатель, автор двенадцати романов об инспекторе полиции Малин Форс, изданных в 28 странах. На русский язык его романы переведены издательством «Эксмо» и выпущены в серии «Misterium».

## Биография
Детство провёл в Юнгсбру неподалеку от Линчёпинга. Сейчас проживает в Стокгольме.
Интерес у будущего автора к литературе появился не сразу: выросший в рабочей среде шведского общества, мальчик с детства любил играть в футбол и хоккей. Во время реабилитации после серьёзной травмы в 14 лет Каллентофт начал читать Хемингуэя и Оруэлла. Именно с этого времени началась его привязанность к литературе.
Работал в рекламном бизнесе и журналистике. Некоторое время жил в Мадриде. Действие его первого романа «Pesetas» происходит в испанской столице. За этот роман автор в 2001 году получил премию «Катапульта» (Katapultpriset).
После нескольких хвалебных отзывов критиков писатель решил остановиться на скандинавской теме в своих произведениях. Так родился цикл книг о женщине-полицейском Малин Форс.
Женат. Имеет двоих детей.

### Вне серии
| Название                         | Название на русском языке | Год издания |
| -------------------------------- | ------------------------- | ----------- |
| Pesetas                          |                           | 2000        |
| Marbella                         |                           | 2002        |
| Food noir: mat, mord och myter   |                           | 2004        |
| Fräsch, frisk och spontan        |                           | 2005        |
| Food Junkie: livet, maten, döden |                           | 2013        |
| Se mig falla                     | Смотри, я падаю           | 2019        |

### Малин Форс
| Название           | Русское название | Год издания |
| ------------------ | ---------------- | ----------- |
| Midvinterblot      | Зимняя жертва    | 2007        |
| Sommardöden        | Летний ангел     | 2008        |
| Höstoffer          | Осенний призрак  | 2009        |
| Vårlik             | Дикая весна      | 2010        |
| Den femte årstiden |                  | 2011        |
| Vattenänglar       |                  | 2012        |
| Vindsjälar         |                  | 2013        |
| Jordstorm          |                  | 2014        |
| Eldjägarna         |                  | 2015        |
| Djävulsdoften      |                  | 2016        |
| Bödelskyssen       |                  | 2017        |
| Himmelskriket      |                  | 2018        |

## Награды
- Katapultpriset, 2001
- Gourmand World Cookbook Award, 2005
- Hagdahlspriset, 2008
- Premio Espana, 2009
- Pocketpriset, platina för Sommardöden och Höstoffer, 2010